# Чарльз Грейвульф
Чарльз Грейвульф (род. 5 сентября 1975, Берус, Саар, настоящее имя — Да́вид Фогт, нем. David Vogt) — немецкий музыкант, наиболее известный игрой в пауэр-хеви-метал-группе Powerwolf, продюсер и основатель звукозаписывающей студии «Studio Greywolf».

## Карьера
В 2002 году присоединился к Red Aim под псевдонимом «El Davide». В 2003 году Red Aim распалась, а её члены создали Powerwolf. При этом Давид взял псевдоним «Charles Greywolf». В Powerwolf играет по сегодняшний день, также за это время он играл в группах Flowing Tears (2007—2013) и Heavatar (2012—2014).
Как музыкальный продюсер работал с Autumnblaze, Demon Incarnate, Dying Gorgeous Lies, Gloryful, Godslave, Hammer King, Hatred, InfiNight, Kambrium, Lonewolf, Messenger, No Hope, Noctura, Powerwolf, The Last Supper, Tortuga, Turin Horse, Unchained и Vintundra.

## Дискография

### Вместе с Powerwolf
- Return in Bloodred (2005),
- Lupus Dei (2007),
- Bible of the Beast (2009),
- Blood of the Saints (2011),
- Preachers of the Night (2013),
- Blessed & Possessed (2015),
- The Sacrament of Sin (2018),
- Metallum Nostrum (2019).

### Вместе с Flowing Tears
- Thy Kingdom Gone[англ.] (2008)

### Вместе с Red Aim
- Flesh for Fantasy[англ.] (2002),
- Niagara[англ.] (2003).

### Как продюсер
- Autumnblaze – Every Sun Is Fragile (2013),
- Demon Incarnate – Demon Incarnate (2015),
- Demon Incarnate – Darvaza (2016),
- Dying Gorgeous Lies – The Hunter and the Prey (2019),
- Gloryful – Ocean Blade (2014),
- Gloryful – End of the Night (2016),Чарльз на Rockharz 2018

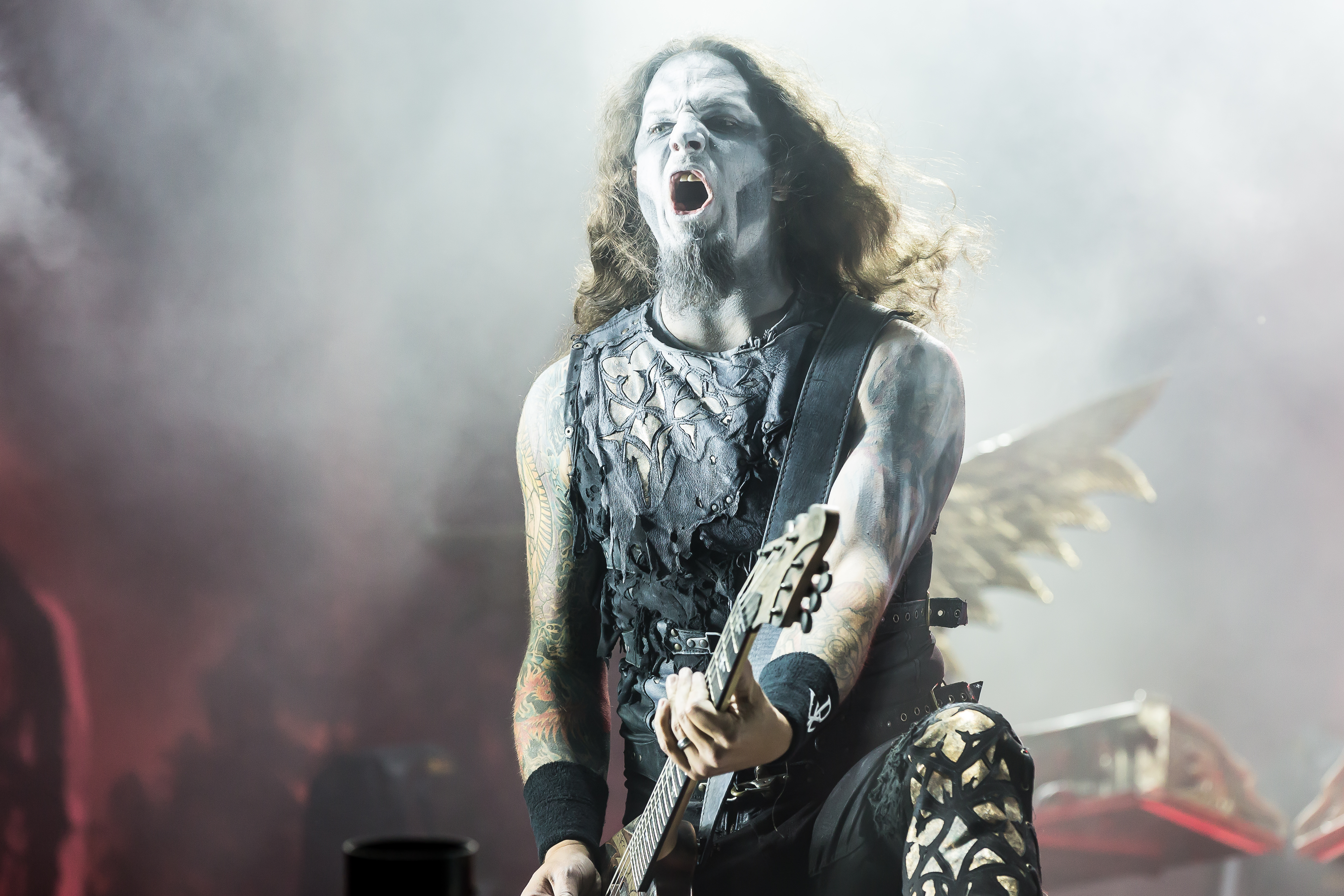
Чарльз на Rockharz 2018

- Godslave – Thrashed Volume III (2012),
- Hammer King – Kingdom of the Hammer King (2015),
- Hatred – War of Words (2015),
- Infinight – Like Puppets (2011),
- Kambrium – The Elders' Realm (2016),
- Lonewolf – The Fourth and Final Horseman (2013),
- Lonewolf – Cult of Steel (2014),
- Lonewolf – The Heathen Dawn (2016),
- Lonewolf – Raised on Metal (2017),
- Messenger – Captain's Loot (2015),
- Messenger – Starwolf - Pt. 2: Novastorm (2015),
- No Hope – Beware (2017),
- Noctura – Requiem (2016),
- Noctura – Als Dornröschen mich betrog (2018),
- Powerwolf – Blood of the Saints (2011),
- Powerwolf – Alive in the Night (2012),
- Powerwolf – Preachers of the Night (2013),
- Powerwolf – Blessed & Possessed (2015),
- Powerwolf – The Metal Mass – Live (2016),
- Powerwolf – Metallum Nostrum (2019),
- The Last Supper – Solstice (2013),
- Tortuga – Pirate's Bride (2015),
- Turin Horse – Prohodna (2019),
- Unchained – Code of Persistence (2011),
- Vintundra – Isländskasagor (2012).